# Стружевко (Мазовецьке воєводство)
Стружевко (пол. Stróżewko) — село в Польщі, у гміні Радзаново Плоцького повіту Мазовецького воєводства.
Населення — 441 особа (2011).
У 1975-1998 роках село належало до Плоцького воєводства.

## Демографія
Демографічна структура станом на 31 березня 2011 року:
|          | Загалом | Допрацездатний вік | Працездатний вік | Постпрацездатний вік |
| -------- | ------- | ------------------ | ---------------- | -------------------- |
| Чоловіки | 228     | 62                 | 147              | 19                   |
| Жінки    | 213     | 42                 | 141              | 30                   |
| Разом    | 441     | 104                | 288              | 49                   |